# Саксен-Айзенаське герцогство
Саксен-Айзенаське герцогство (нім. Herzogtum Sachsen-Eisenach) — німецьке герцогство, що існувало на території Тюрингії в 1596–1638, 1640–1644 і 1672–1809 роках. Столицею герцогства був Айзенах.

## Історія

### Перше герцогство
Вперше Саксен-Айзенаське герцогство було утворено в 1596 році після смерті герцога Саксен-Кобург-Айзенаського Йоганна-Фрідріха II для його молодшого сина Йоганна-Ернста.
У 1633 році умер бездітний герцог Саксен-Кобургський Йоганн-Казимир, і Йоганн-Ернст успадкував також і його володіння. Однак через п'ять років, в 1638 році, помер і сам Йоганн-Ернст, не залишивши прямих спадкоємців. Його спадок, герцогства Саксен-Кобург і Саксен-Айзенах поділили між собою герцог Саксен-Веймара Вільгельм і герцог Саксен-Альтенбурга (останнє відокремилося від Веймара в 1603 році) Йоганн Філіп.

### Друге герцогство
Вільгельм, що успадкував більшу частину володінь Саксен-Кобурга і Саксен-Айзенаха вже в 1640 році змушений поділити володіння між своїми молодшими братами Альбрехтом і Ернстом, яким відповідно дісталися відтворені Саксен-Айзенах і Саксен-Гота. Однак через чотири роки Альбрехт помер і його герцогство брати поділили між собою, причому більша частина знову дісталася старшому братові.

### Третє герцогство
Саксен-Айзенах залишався частиною герцогства Саксен-Веймар ще близько 20 років, поки не помер герцог Вільгельм Саксен-Веймарський. Адольф Вільгельм, другий з чотирьох його синів отримав Айзенах.
Адольф Вільгельм мав п'ятьох синів, проте четверо померли незабаром після народження. В 1668 році він помер, і герцогом став його п'ятий син, що народився вже після смерті батька. Однак через два роки помер і він, і престол перейшов до брата Адольфа Вільгельма, Йогана Георга.
Нащадки Йоганна Георга управляли герцогством 69 років. В 1741 році помер останній чоловічий представник роду — герцог Саксен-Айзенаський Вільгельм Генріх, після чого герцогство успадкував єдиний живий родич-чоловік, герцог Ернст Август I Саксен-Веймарський. Він сам і його наступники правили обома герцогствами, що були в особистій унії до 1809 року, коли Саксен-Веймар і Саксен-Айзенах були об'єднані в єдине герцогство Саксен-Веймар-Айзенах.

## Правителі

### Перше виникнення
- Йоганн Ернст (1596—1638)

### Друге виникнення
- Альбрехт (1640—1644)

### Третє виникнення
- Адольф Вільгельм (1662—1668)
- Вільгельм Август (1668—1671)
- Йоганн Георг I (1671—1686)
- Йоганн Георг II (1686—1698)
- Йоганн Вільгельм (1698—1729)
- Вільгельм Генріх (1729—1741)

В унії з Саксен-Веймаром
- Ернст Август I (1741—1748)
- Ернст Август II (1748—1758)
- Карл Август (1758—1809)